# 楔苞楼梯草
楔苞楼梯草（学名：Elatostema cuneiforme）是荨麻科楼梯草属的植物，为中国的特有植物。分布于中国大陆的西藏等地，生长于海拔2,000米的地区，常生于山地阔叶林下，目前尚未由人工引种栽培。

## 异名
- Elatostema cuneiforme W. T. Wang var. gracilipes W. T. Wang